# 塞利农特
塞利农特（希臘語：Σελινοΰς）是一座位于意大利西西里岛南岸的古代城市，该城由希腊人在公元前628年创建。
塞利农特是西西里岛南岸的一座重要的城市，公元前628年，来自于墨伽拉的移民创建了它。塞利农特这个名字来自于腓尼基，塞利农特人自己给城市的命名来则自于希腊语“芹菜（σελινον）”这个单词，在塞利农特周围生长着大量的芹菜，并且还将这种植物作为钱币上的图案。该城在的西西里岛南部所处的这个位置，可以将西西里岛通往非洲的海上路线尽收眼底，因此希腊人和后来的罗马人在对迦太基的战争中这座城市凸显出重要的战略意义。
考古研究在此发掘出包含了五座神庙的卫城，然而只有第五座神庙，即赫拉神庙保存至今。在公元前409年之前，塞利农特达到了发展的巅峰，估计有30000人居住于此（包括奴隶）。

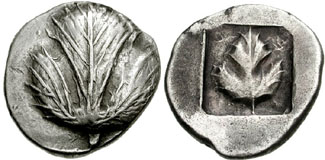
塞利农特公元前515年-前470年左右发行的2德拉克马，钱币上是芹菜的图案